# Marita Kramer
Sara Marita Kramer, avstrijska smučarska skakalka, * 25. oktober 2001, Apeldoorn, Nizozemska.
Je članica kluba SK Saalfelden in avstrijske ženske skakalne reprezentance. Rojena je bila na Nizozemskem, toda pri šestih letih se je z družino preselila iz Apeldoorna v Maria Alm, kjer sta starša odprla restavracijo s palačinkami. Na svetovnih mladinskih prvenstvih je osvojila bronasto medaljo na ekipni tekmi v Lahtiju leta 2019 ter tri zlate medalje na posamični tekmi, ekipni tekmi in tekmi mešanih ekip v Oberwiesenthalu leta 2020. V svetovnem pokalu je debitirala 4. februarja 2017 v Hinzenbachu, kjer je z 29. mestom tudi prvič osvojila točke svetovnega pokala. Sezono 2017/18 je izpustila, prvo zmago je v svetovnem pokalu osvojila 11. januarja 2000 na tekmi v Saporu, kar je sploh njena prva uvrstitev na oder za zmagovalce. V sezoni 2020/21 je osvojila sedem zmag in tretje mesto v skupnem seštevku svetovnega pokala, v sezoni 2021/22 je prav tako osvojila sedem zmag, toda tudi zlati globus za zmago v skupnem seštevku svetovnega pokala. Na svetovnih prvenstvih je leta 2021 v Oberstdorfu osvojila zlato medaljo na ekipni tekmi in bronasto na tekmi mešanih ekip. Na Zimskih olimpijskih igrah 2022 je veljala za eno od favoritinj, toda zaradi pozitivnega testa na koronavirusno bolezen 2019 ni smela nastopiti. Skupno je osvojila 15 posamičnih zmag v svetovnem pokalu in 23 uvrstitev na stopničke.

## Svetovni pokal

### Skupna uvrstitev
| Sezona  | Uvrstitev | Točke |
| ------- | --------- | ----- |
| 2016/17 | 59.       | 2     |
| 2018/19 | 9.        | 475   |
| 2020/21 | 3.        | 860   |
| 2021/22 | 1.        | 1316  |
| 2022/23 | 15.       | 479   |
| 2023/24 | 15.       | 497   |

### Posamične zmage
| Št. | Sezona  | Datum             | Prizorišče       | Skakalnica                  | Velikost |
| --- | ------- | ----------------- | ---------------- | --------------------------- | -------- |
| 1   | 2019/20 | 11. januar 2020   | Saporo           | Okurajama HS137 (nočna)     | LH       |
| 2   | 2020/21 | 18. december 2020 | Ramsau           | W90-Mattensprunganlage HS98 | LH       |
| 3   | 2020/21 | 30. januar 2021   | Titisee-Neustadt | Hochfirstschanze HS142      | LH       |
| 4   | 2020/21 | 31. januar 2021   | Titisee-Neustadt | Hochfirstschanze HS142      | LH       |
| 5   | 2020/21 | 20. marec 2021    | Nižni Tagil      | Tramplin Stork HS97         | NH       |
| 6   | 2020/21 | 21. marec 2021    | Nižni Tagil      | Tramplin Stork HS97         | NH       |
| 7   | 2020/21 | 26. marec 2021    | Čajkovski        | Snežinka HS102              | NH       |
| 8   | 2020/21 | 28. marec 2021    | Čajkovski        | Snežinka HS140              | LH       |
| 9   | 2021/22 | 27. november 2021 | Nižni Tagil      | Tramplin Stork HS97 (nočna) | NH       |
| 10  | 2021/22 | 5. december 2021  | Lillehammer      | Lysgårdsbakken HS140        | LH       |
| 11  | 2021/22 | 10. december 2021 | Klingenthal      | Vogtland Arena HS140        | LH       |
| 12  | 2021/22 | 11. december 2021 | Klingenthal      | Vogtland Arena HS140        | LH       |
| 13  | 2021/22 | 17. december 2021 | Ramsau           | W90-Mattensprunganlage HS98 | NH       |
| 14  | 2021/22 | 29. januar 2022   | Willingen        | Mühlenkopfschanze HS147     | LH'      |
| 15  | 2021/22 | 3. marec 2022     | Lillehammer      | Lysgårdsbakken HS140        | LH       |